# Ефремов, Тихон Ефремович
Тихон Ефремович Ефремов (5 декабря 1868, Шоруньжа — 2 октября 1938, Йошкар-Ола) — марийский поэт, прозаик, журналист, фольклорист и просветитель.

## Биография
Родился 5 декабря 1868 года в деревне Шоруньжа. В 1887 году закончил Казанскую учительскую семинарию. Работал в школе Семисолинского земского уезда. В 1890—1895 годах был учителем церковного пения в Казанском Родионовском институте. С 1901 года был попом-миссионером, заведующим Уньжинской центральной черемисской школой. Из этой школы вышли многие представители марийской интеллигенции, одним из которых был С. Г. Чавайн.
В 1919 году отказался от сана священника. Через год вступил в кандидаты в члены ВКП(б). Преподавал в Краснококшайском педтехникуме. Был заведующим архивным отделом ОВИК, сотрудником редакции «Йошкар кече» и консультантом Марийского театра.
Ефремов — автор песни «Марий калыкым волгыдыш ӱжмӧ муро» или «Кынелза, шогалза», которую также называли «Марийской Марсельезой». Песня была опубликована в газете «Ӱжара» 19 октября 1918 года. В декабре на заседании коллегии Казанского губернского отдела марийцев эта песня утверждена гимном марийского народа. В наши дни текст ее опубликован в 1987 году в журнале «Ончыко» (№ 1, с. 96).
В 1911—1915 годах публиковал статьи в ежегоднике «Марла календарь» и журнале «Инородческое обозрение».
Стихи Ефремова печатались в газете «Война увер», а после революции — в «Йошкар кече», «Ӱжара», журнале «У вий». Написал рассказ «Шӱвырзӧ кугыза» («Дед-волынщик»). После смерти И. Палантая он возглавлял его хор, был консультантом во время съемок кинофильма о Марийском крае «Марий Кужер».
Один из первых подвергся преследованиям, в том числе со стороны своих бывших учеников. В 1926 году исключен из рядов ВКП(б), позже уволен с работы, лишён избирательных прав.
С начала 1930-х годов Ефремов получил разрешение работать. Стал научным сотрудником МарНИИ. Написал ряд трудов по этнографии, фольклору, музыкознанию.
С 1915 года свои публикации в газетах и журналах подписывал различными псевдонимами: Т. Уньжинский, Унчо Епрем, Ирысе, Йырсе, Колышт Шогышо, Умылышо, Ефремовский, Ош Мари, Кожламари, Туссо, Фин.
В 1938 году был обвинён в причастности к буржуазно-националистической организаций, арестован, приговорен к расстрелу.

## Память
2 сентября 2021 года в селе Шоруньжа Моркинского района Марий Эл в торжественной обстановке открыли бюст Тихона Ефремова.